# ماهی‌های ستاره‌خوشه‌ای
ماهی‌های ستاره‌خوشه‌ای (نام علمی: Valenciennellus) نام یک سرده از تیره تبرماهیان ژرفزی است.